# Missionshaus
Unter einem Missionshaus versteht man allgemein den Sitz einer Missionsgesellschaft im entsendenden Land.
Missionshaus steht im Besonderen für Institutionen in
Deutschland
- Forum Wiedenest (ehemals Missionshaus Bibelschule Wiedenest)
- Missionshaus Berlin
- Missionshaus Bug bei Bamberg
- Missionshaus St. Arnold in Neuenkirchen (1929–2008)
- Missionshaus St. Augustin der Steyler Missionare in Sankt Augustin
- Missionshaus St. Wendel

Österreich
- Missionshaus St. Gabriel der Steyler Missionare, Maria Enzersdorf bei Wien
- Missionshaus St. Rupert, Bischofshofen
- Missionshaus der Lazaristen (Graz)
- Missionshaus Messendorf, Graz
- Missionshaus St. Josef der Mariannhiller Missionare
- Missionshaus St. Michael in Steyl/Tegelen. Mutterhaus der Steyler Missionare
- Missionshaus St. Severin in Fürstenfeld/Oststeiermark

Schweiz
- Missionshaus Basel

Ungarn
- Missionshaus St. Imre in Kőszeg